# بانداو
بانداو (به آلمانی: Bandau) یک منطقهٔ مسکونی در آلمان است که در Beetzendorf واقع شده‌است.
 بانداو  ۵۱۱ نفر جمعیت دارد.